# Elah

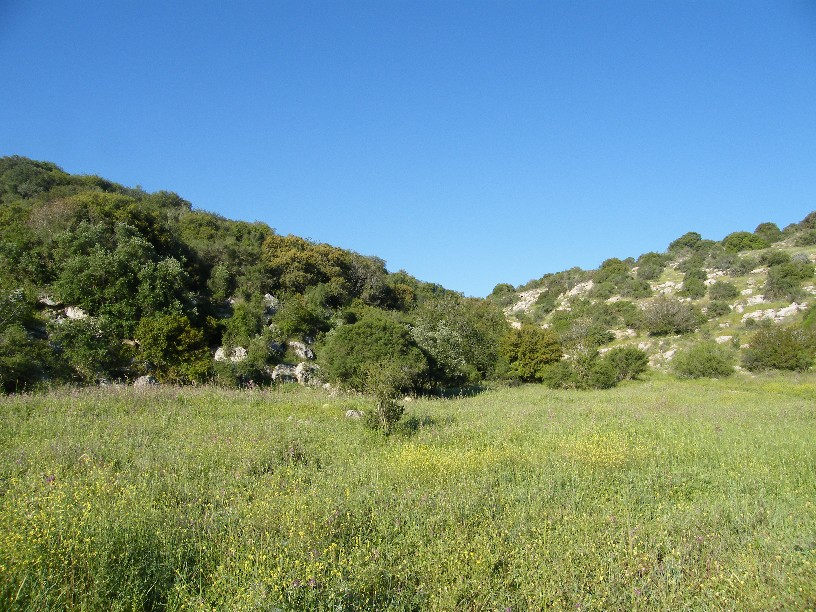
Elah

Elah, Ela, znana też jako dolina Ela[h] lub nizina Ela[h] (hebr. עמק האלה Emek HaElah) – dolina biblijna na terenie Szefeli w Judzie, identyfikowana jest ze współczesną Wadi es-Samt. Zlokalizowana jest na południowy zachód od Jerozolimy, rozciągająca się w kierunku starożytnego terytorium filistyńskiego. Przez dolinę przebiegał szlak z Jerozolimy do Filistei. Od północy Elah była ograniczona wzgórzem, na którym na przełomie XI–X wieku p.n.e., tj. w początkowym okresie królestwa Izraela została wzniesiona strategiczna twierdza Chirbet Qejafa.